# جوائز ستريمي
جوائز يوتيوب ستريمي (بالإنجليزية:  The YouTube Streamy)‏ والمعروفة أيضًا باسم حفل جوائز الستريمي أو ستريمز (بالإنجليزية:  The Streamy Awards أو Streamys)‏، هو حفل يُقام سنويًا بواسطة ديك كلارك وعدة منتجون آخرون، للاعتراف وتقدير وتقديم جوائز للفيديوهات عبر الإنترنت، بما في ذلك التمثيل والإنتاج والكتابة. يقام الحفل الرسمي الذي يتم فيه تقديم الجوائز في لوس أنجلوس، كاليفورنيا.

## التاريخ
تم إنشاء جوائز الستريمز من قِبل المنتجين التنفيذيين درو بالدوين وبرادي بريم-ديفوريست ومارك هوستفيدت وعدة منتجون آخرون.
يتم الإعلان عن الفائزين في الجوائز في أكثر من 30 فئة، بما في ذلك جائزة اختيار الجمهور والبصيرة التي تم الإعلان عنها لأول مرة في 28 مارس 2009 في حفل الجوائز السنوية الأولى.  شمل الفائزين بجوائز الستريمز السنوية الأولى (أفضل ممثل ذكر وأنثى)، وأفضل سلسلة ويب.
استضاف الممثل الكوميدي بول شير في حفل توزيع الجوائز السنوية الثانية وتم بثه مباشرة عبر الإنترنت من مسرح Orpheum (لوس أنجلوس، كاليفورنيا) في 11 أبريل 2010. واجه الإنتاج مشكلات فنية بالإضافة إلى الانقطاعات نظرًا لقيام الناس ببدء القدوم للمسرح وتوقف المٌقدمين. تضمن هذا العرض بثًا مباشرًا عبر الإنترنت. يقام الحفل حاليًا بشكل سنوي حيث وصل للتاسع.

## قائمة الحفلات
حفل جوائز ستريمي الأولى (2009)
حفل جوائز ستريمي الثاني (2010)
حفل جوائز ستريمي الثالث (2013)
حفل جوائز ستريمي الرابع (2014)
حفل جوائز ستريمي الخامس (2015)
حفل جوائز ستريمي السادس (2016)
حفل جوائز ستريمي السابع (2017)
حفل جوائز ستريمي الثامن (2018)
حفل جوائز ستريمي التاسع (2019)